# Оптична активност
Оптична активност се нарича свойството на веществата да предизвикват завъртане на равнината на поляризация на линейно поляризирана светлина, преминаваща през тях. По-общият термин е „оптична ротация“. Кръговото двойно лъчепречупване и кръговият дихроизъм също са проявления на оптична активност. Според съвременните схващания оптична активност проявяват само материали със свойството хиралност на микро ниво, т.е. при които липсва огледална симетрия. За разлика от други двойнопречупващи материали, които променят поляризацията на светлинния лъч, оптичната ротация се наблюдава в течности, газове и разтвори на вещества, съставени от хирални молекули, като захари, протеини и течни кристали. Може да се наблюдава и в хирални твърди тела, например някои кристали като кварц.
Когато се гледа в посока към източника на светлина, завъртането на посоката на поляризация може да е надясно (dextrorotary – d-въртящо, означавано с (+), по посока на часовниковата стрелка) или наляво (levorotary – l-въртящо, означавано с (−), обратно на часовниковата стрелка) в зависимост от материала. Например сукрозата и камфорът са d-въртящи, докато холестеролът е l-въртящ. За дадено вещество ъгълът на завъртане при дадена дължина на вълната е пропорционален на изминатия път, а за разтвор – на неговата концентрация.
Оптичната активност се измерва с помощта на поляриметър. Методът се използва широко в захарната индустрия за определяне на концентрацията на захарен сироп и най-общо в химията за определяне на пропорцията на енантиомери или хирални молекули в разтвор. В основата на принципа на действие на съвременните течнокристални дисплеи лежи свойството на течните кристали да променят оптичната си активност, когато са разположени между тънкослойни поляризатори.

## Терминология
Има два вида оптически активни вещества:
1. Dextro–въртящи се вещества, още познати и като дясновъртящи се вещества. Dextro-въртящите се вещества са тези оптически активни вещества, които завъртат полето на поляризация на светлината надясно. С други думи, ако вещество завърти полето на поляризация на светлината надясно или по посока на часовника, то то е познато като Dextro-въртящо се вещество.
2. Laevo-въртящи се вещества са тези оптически активни вещества, които завъртат полето на поляризация на светлината наляво. С други думи, ако вещество завърти полето на поляризация на светлината наляво или обратно на часовниковата стрелка, то то се нарича Laevo-въртящо се вещество.[3][4]

## История
За първи път френският физик Франсоа Араго открива оптична активност в кварцови кристали през 1811 г. През 1820 г. английският астроном Джон Хершел открива, че кварцови кристали, чиито кристални структури са огледални образи, завъртат светлина с линейна поляризация на еднакъв ъгъл, но в различни посоки. Жан-Батист Био също наблюдава завъртане на поляризацията спрямо оста в определени течности и изпарения на органични съединения, например терпентин. През 1815 г. той установява експериментално няколко зависимости, които залягат в основата на поляриметрията.
През 1822 година Огюстен Френел открива, че оптичната активност на веществата може да се обясни с двойно лъчепречупване. Докато в твърдите тела то се обяснява с различните скорости на разпространение на линейно поляризирана светлина, в разтворите това се дължи на различните скорости на дясно и ляво кръгово поляризирана светлина. По онова време се използват прости поляриметри за измерване на концентрациите на прости захариди, например глюкоза. Всъщност другото име за D-глюкозата (биологичния изомер) е „декстроза“, защото кара линейно поляризирана светлина да се завърти надясно (dexter). Аналогично, фруктозата завърта равнината на поляризация наляво, но в значително по-голяма степен, отколкото глюкозата. Т.нар. „Инвертиран захарен сироп“ се получава промишлено чрез хидролиза на захарозен сироп до микс на прости захари, фруктоза и глюкоза. Той получава името си от това, че преобразуването „обръща“ посоката на въртене от дясно наляво.
През 1849 г. Луи Пастьор изследва природата на винената киселина. При пропускане на светлина през разтвор на това съединение, получено от живи дрожди (по-точно винени утайки), равнината на поляризация се завърта. Но при винена киселина, получена през химичен синтез, не се наблюдава същият ефект, въпреки че елементарният състав е идентичен. Пастьор забелязва, че кристалите на двете вещества имат асиметрична форма и са огледални образи един на друг. Чрез ръчно сортиране на кристалите са отделени двете форми на съединението: разтворът на едната завърта поляризацията по посока на часовниковата стрелка, докато другата форма завърта поляризацията обратно на часовниковата стрелка. Смес от равни части от двете няма поляризиращ ефект на светлината. Пастьор доказва, че молекулата на винената киселина е асиметрична и може да съществува в две различни форми, които са лява и дясна, и че органичната форма на съединението се състои изцяло от единия тип.
През 1874 г. Якоб Вант Хоф и Жозеф Ашил Льо Бел независимо един от друг предлагат обяснение на явлението оптическа активност. Те предполагат, че при въглеродните съединения то е свързано с четирите наситени химични връзки между въглерода и съседните му атоми, когато те образуват правилен тетраедър. Ако всичките четири съседни атома са различни, то тогава има два възможни начина на подреждане на съседните атоми в тетраедъра и те са огледални образи един на друг. Това допринася до по-доброто разбиране на триизмерната структура (стереохимията) на органичните съединения.
През 1945 г. Чарлз Бун предсказва оптична активност в нехирални структури и неговите предвиждания се наблюдават на практика през 1960 г. в течни кристали. През 1950 г. Сергей Вавилов предсказва, че оптичната активност зависи от интензитета на светлината и ефектът на нелинейна оптична активност е наблюдаван в действителност през 1979 г. върху кристали литиев йодид.
Обичайно оптичната активност се наблюдава в преминала светлина. През 1988 г. обаче М. П. Силвърмен открива, че въртене на поляризацията може да възникне и при отразена светлина от хирални вещества. Скоро след това е установено, че хиралните вещества могат да отразяват ляво и дясновъртящи поляризирани вълни с различна ефективност. Тези феномени на огледално кръгово двойно пречупване и огледален кръгов дихроизъм са съвместно познати като „огледална оптична активност“, но в природните материали тя е много слаба. През 1898 г. Джагдиш Чандра Бос описва способността на усукани изкуствени структури да завъртат поляризацията на микровълни. От началото на XXI век с развитието на изкуствените материали става възможно да се предсказват и синтезират хирални метаматериали с оптическа активност, надвишаваща с порядъци тази на природните материали в оптичната част на спектъра.

## Теория
В случая на течности оптичната активност възниква при определен вид молекули, когато молекулите са представители на единия от два енантиомера. Структурата на такава молекула е такава, че нейният огледален образ е противоположният енантиомер, но при наслагване двете молекули не съвпадат (както ръкавица за лява ръка не става на дясна ръка). Това свойство е познато като хиралност.
За да демонстрира оптична активност, течността трябва да съдържа само единия енантиомер или той да преобладава. Ако присъстват и двата енантиомера в равни пропорции (рацемична смес), тогава се получава компенсация и не се наблюдава оптична активност. Когато има излишък от единия енантиомер в сравнение с другия, компенсирането е непълно и се наблюдава оптична активност. Много от срещащите се в природата молекули се проявяват само като един енантиомер (например кристална захар). Хиралните молекули, произведени изкуствено с химични методи, са рацемични смеси, освен ако не е използван хирален реагент.
Въпреки че оптичната активност обикновено се смята за свойство предимно на течности, особено на водни разтвори, тя се наблюдава и в кристали като кварц (SiO2). Кварцът демонстрира значително линейно двойно лъчепречупване, но този ефект изчезва, когато разпространението на лъча е по оптичната ос. В този случай се наблюдава въртене на равнината на поляризация поради относителното въртене (дясно и ляво) между кристалните равнини и произвежда противоположни оптични активности. От друга страна, аморфните форми на силициев диоксид като разтопен кварц и рацемична смес от хирални молекули, нямат нетна оптична активност, тъй като едната или другата кристална структура не доминира вътрешната молекулярна структура на веществото.
За обяснение на оптичната активност е необходимо разглеждането на разпространението на светлината в течности и твърди тела. Фазовата скорост на светлината в прозрачна среда обикновено се изразява математически с показателя на пречупване n, дефиниран като скоростта на светлината във вакуум, разделена на нейната скорост в средата. Разликата в показателите на пречупване между двете кръгови поляризации (Δn) определя количествено силата на кръговото двойно пречупване (въртене на поляризацията). Докато в естествените материали рядко се среща разлика в показателите, за хирални метаматериали са докладвани примери за гигантско кръгово двойно пречупване, което води до отрицателен показател на пречупване за едната кръгова поляризация.
Тъй като n зависи от дължината на вълната (дисперсия), диференциалният показател на пречупване също ще зависи от нея. Полученото изменение на въртенето с дължината на вълната на светлината се нарича оптична ротационна дисперсия (ORD). Обикновено за измерване се използва жълтата натриева D линия близо до 589 nm, но за определяне на ротационната дисперсия са необходими спектрални измервания. ORD спектрите и спектрите на кръговия дихроизъм са свързани чрез уравненията на Крамерс-Крониг. Пълното познаване на единия спектър позволява изчисляването на другия.
Въртенето на поляризацията в оптически активна среда се обяснява с кръгово двойно лъчепречупване. Самата кръгово поляризирана светлина е хирална: докато вълната се движи в една посока, векторът на съставящото я електрично поле се върти или по посока на часовниковата стрелка, или обратно (за другата кръгова поляризация). Разпространението на светлината в кристала се подчинява на закона на Снелиус, включващ обемния n на кристала. Поради хиралността на вълната възниква малка разлика между фазите на двете различни кръгови поляризации. В допълнение, има допълнително взаимодействие с хиралността на молекулите. Когато хиралностите на вълната и молекулите са еднакви, съответната кръгова поляризация се усилва, а другата кръгова поляризация ще изпита противоположния ефект.
За разлика от линейното двойно пречупване, естественото оптично въртене не може да бъде обяснено с термините на локалния тензор на диелектричната проницаемост на материала, тъй като съображенията за симетрия забраняват това. По-скоро кръговото двойно пречупване се появява само когато се има предвид пространствената дисперсия. Тя касае нееднородността на физическите свойства спрямо посоката на разпространение на вълновия вектор. Светлината се движи с крайна скорост и въпреки че е много по-бърза от електроните, има значение дали оказва влияние върху тях по посока на фронта на електромагнитната вълна или срещу него. Тоест, за светлина, пътуваща в различни посоки (с различни вълнови вектори), тензорът на диелектричната проницаемост е различен, макар и с малко. Естественото оптично въртене изисква специален материал, но също така разчита на факта, че вълновият вектор на светлината е различен от нула, а ненулевият вълнов вектор заобикаля ограниченията на симетрията на локалния отговор. Въпреки това, все още има обратна симетрия, поради което посоката на естественото оптично въртене трябва да бъде „обратна“, когато посоката на светлината е обърната, за разлика от магнитния ефект на Фарадей, който също върти поляризацията. Всички оптични явления имат някакво влияние на нелокалност/вълнов вектор, но то обикновено е незначително; естественото оптично въртене, доста рядко срещано, абсолютно изисква наличието на дисперсия.

## Приложения
Оптичната активност на оптически активните вещества се изучава от поляриметрията, която измерва завъртането на равнината на поляризация. Още Био установява зависимостите, залегнали в основата на метода:
- Ъгълът на завъртане θ, произведен от оптически активни кристали или вещества, е пропорционален на дебелината на кристалите или на изминатата дължина I в разтвора.

{\displaystyle \theta \propto I}
- Количеството оптично завъртане е точно пропорционално на концентрацията C на оптично активния разтвор.

{\displaystyle \theta \propto C}
- Ъгълът на оптично завъртане е обратно пропорционален на дължината на вълната λ на използваната светлина.

{\displaystyle \theta \propto {\frac {1}{\lambda }}}
- Обобщено:

{\displaystyle \theta \propto CI}
Пропорционалната константа може да се означи с S, позната като специфично завъртане:
{\displaystyle \theta =SCI}
Освен от горните параметри, ъгълът на завъртане зависи още и от температурата и природата на оптически активните вещества. Тези зависимости се използват на практика за пресмятането на концентрацията. Тази употреба прави поляриметъра инструмент от голямо значение за тези, които търгуват или използват захарния сироп в големи количества.
Нивото на захар в урината на диабетиците се определя чрез пресмятането на ъгъла на завъртане на полето на поляризация.
Оптичната активност като функция от времеви интервал се използва за определянето на кинетичните реакции.